# Allées Charles-de-Fitte
Les allées Charles-de-Fitte (en occitan : alèas Carles de Fita) sont une voie de Toulouse, chef-lieu de la région Occitanie, dans le Midi de la France.

## Situation et accès

### Description
Les allées Charles-de-Fitte sont une voie publique. Elles forment la limite entre le quartier Saint-Cyprien, à l'est, et les quartiers de la Patte-d'Oie et du Fer-à-Cheval, à l'ouest, tous dans le secteur 2 - Rive gauche.
Les allées Charles-de-Fitte correspondent à une partie de l'ancienne route nationale 20, créée en 1824, de Paris à Bourg-Madame (Pyrénées-Orientales), à la frontière espagnole. Elle succède à la route impériale 23, créée en 1811. En 1933, la moitié sud des allées Charles-de-Fitte, entre la place intérieure Saint-Cyprien et la place du Fer-à-Cheval, est également intégré à la route nationale 113a, comme variante de la route nationale 113, de Toulouse à Narbonne. En 1978 cependant, à la suite d'une réforme du réseau national, la route nationale 113a est supprimée. Finalement, en 2006, à la suite d'une nouvelle réforme, la route nationale 20 est à son tour en grande partie déclassée et la section des allées Charles-de-Fitte est intégrée au réseau communal.
La chaussée compte de deux à trois voies de circulation automobile dans chaque sens. La voie de droite est généralement réservée aux bus et aux vélos. De plus, la chaussée est encadrée de contre-allées qui assurent la desserte locale.

### Voies rencontrées
Les allées Charles-de-Fitte rencontrent les voies suivantes, dans l'ordre des numéros croissants (« g » indique que la rue se situe à gauche, « d » à droite) :
1. Place du Fer-à-Cheval
2. Rue du Docteur-Delherm (d)
3. Rue Marie-Magné (d)
4. Rue de Cugnaux (g)
5. Rue des Teinturiers (d)
6. Place François-Roguet (g)
7. Rond-point Jane-Atché
8. Place intérieure Saint-Cyprien (d)
9. Place Jean-Diebold (g)
10. Rue des Trois-Canelles (g)
11. Square Jean-Pujol (d)
12. Rue Réclusane (d)
13. Rue Marthe-Varsi (g)
14. Rue de Bourrassol (g)
15. Place des Abattoirs (g)
16. Allée Charles-Malpel (d)
17. Rue Robert-Champeaux (d)

### Transports
Les allées Charles-de-Fitte sont parcourues et desservies, entre la place du Fer-à-Cheval et le rond-point Jane-Atché, par les lignes de bus 1366 et, entre le rond-point Jane-Atché et le pont des Catalans, par les lignes de bus 1445. De plus, au niveau de la place du Fer-à-Cheval se trouve également la station du même nom, desservie par les deux lignes de tramway  . De plus, sur la place intérieure Saint-Cyprien se trouve la station Saint-Cyprien – République, sur la ligne de métro , ainsi que les arrêts de la navette Ville.
Il existe plusieurs stations de vélos en libre-service VélôToulouse sur les allées Charles-de-Fitte ou dans les rues voisines : les stations no 70 (5 place du Fer-à-Cheval), no 71 (3 rue Charles-Laganne), no 72 (23 allées Charles-de-Fitte), no 73 (40 allées Charles-de-Fitte), no 77 (2 place intérieure Saint-Cyprien), no 78 (14 place intérieure Saint-Cyprien), no 80 (89 bis allées Charles-de-Fitte) et no 81 (allées Charles-de-Fitte).

## Odonymie
Le nom des allées rend hommage à Charles de Fitte, homme politique, figure socialiste marquante du XIXe siècle à Toulouse. Né le 27 août 1857 près d'Agen, issu d’une vieille famille noble désargentée, il renonce à une carrière militaire et devient en 1880 ouvrier typographe à L’Intransigeant, journal parisien lancé par Henri Rochefort. En 1886, il s'installe à Toulouse, dans le quartier populaire de Saint-Cyprien. Il est typographe correcteur à La Dépêche de Toulouse. Aux élections municipales de mai 1888, il est élu sur la liste radicale de Camille Ournac et devient l'un des premiers conseillers ouvriers de la ville. Il obtient la création d'une Union des syndicats de la Haute-Garonne, future Bourse du Travail, inaugurée le 17 juillet 1892 (actuel no 19 place Saint-Sernin). Il meurt prématurément en 1893. Il est enterré au cimetière Rapas, ses obsèques étant suivies par 2 000 personnes,.
Les allées ont porté des noms bien différents depuis leur aménagement vers 1770. À cette époque, la partie sud des allées, entre la place du Fer-à-Cheval et la porte Saint-Cyprien, était désignée comme l'allée des Guinguettes, tandis que la partie nord, depuis la porte Saint-Cyprien jusqu'à la Garonne, était l'allée de Garonne. En 1794, pendant la Révolution française, la partie sud devint l'allée des Zéphyrs, tandis que la partie nord était l'allée de la Gaieté, mais ces nouvelles appellations ne subsistèrent pas. En 1834, sous la monarchie de Juillet, la municipalité attribua le nom d'allée Bonaparte à l'allée des Guinguettes, en l'honneur de Napoléon Bonaparte – dans le même temps, la grande-rue Saint-Cyprien devenait la rue Bonaparte (actuelle rue de la République). En 1870, à la proclamation de la Troisième République, la rue et l'allée Bonaparte devenaient respectivement la rue et l'allée de la République. En 1873, l'allée de la République et l'allée de Garonne furent réunies sous ce deuxième nom, puis en 1906 sous celui de Charles-de-Fitte.

## Histoire

### Moyen Âge et période moderne
Au Moyen Âge, les actuelles allées Charles-de-Fitte n'existent pas. À leur emplacement se trouvent, en partie, le rempart et les fossés du faubourg Saint-Cyprien, construits et aménagés entre le XIVe siècle et le XVe siècle. Le rempart est ouvert sur la campagne par trois portes. La plus importante, au nord, est la porte de l'Isle – ou de L'Isle-Jourdain –, au bout de la rue Réclusane, et d'où partent les chemins vers la Gascogne (actuelle rues des Fontaines et Adolphe-Coll). La porte est en particulier franchie par les pèlerins qui, passant par la via Tolosana, vont à Saint-Jacques-de-Compostelle : ils passent, en sortant par la porte de l'Isle, devant lo pilar de sant Jacme, un pilier portant une figure de saint Jacques. Au sud, par la porte de Muret, le chemin suit le cours de la Garonne jusqu'au Comminges (actuelle avenue de Muret). Entre ces deux portes, la petite porte Taillefer donne accès au château de Peyrolade.
À l'époque moderne, les remparts du faubourg Saint-Cyprien continuent à être entretenus, particulièrement dans la première moitié du XVIe siècle lorsque les capitouls engagent d'importants travaux de réaménagement des remparts, pour protéger la ville face à la menace espagnole. La porte de l'Isle et la porte de Muret sont ainsi protégées par de puissants bastions ou ravelins (emplacement de l'actuelle place du Ravelin), tandis que la porte Taillefer est abandonnée et fermée.
Mais dans la deuxième moitié du XVIIIe siècle, le visage de la ville commence à se transformer et Joseph-Marie de Saget, ingénieur des États de Languedoc, est chargé de plusieurs projets d'aménagement urbain – en particulier le creusement du canal de Brienne et l'aménagement des quais de la Garonne (actuels quais de la Daurade, Lucien-Lombard et Saint-Pierre). En 1756, l'archevêque Arthur Richard Dillon lui confie le réaménagement du quai des Ormes et la construction d'une digue pour protéger le faubourg Saint-Cyprien contre les crues de la Garonne (actuel cours Dillon). Du côté sud, la vieille porte de Muret est abattue. Plusieurs maisons sont construites, le long du chemin qui longe le rempart entre la porte de l'Isle et la nouvelle porte de Muret, mais le quartier conserve tout de même un visage rural.
À partir de 1777, les travaux reprennent dans le faubourg Saint-Cyprien, encore sous la direction de Joseph-Marie de Saget, puis après sa mort en 1782, de celle de son frère, Charles-François de Saget, jusqu'en 1787. Joseph-Marie de Saget a un projet d'envergure : la construction d'une nouvelle porte monumentale dans l'axe du Pont-Neuf, ainsi que la destruction des anciens remparts et l'aménagement de plusieurs promenades sur les espaces dégagés par les démolitions. Il faut d'abord percer la rue Neuve-Saint-Cyprien (actuelle rue de la République) entre la place du Chayredon (actuelle place Hippolyte-Olivier) et la nouvelle place intérieure Saint-Cyprien, dominée par la nouvelle porte, ornée des statues de la Province du Languedoc et de Toulouse par François Lucas, et d'une grille du serrurier Claude Adrien dit Champagne. Face à la porte est dessinée une nouvelle place (actuelle place François-Roguet), bordée d'immeubles de style néo-classiques (actuels no 69 bis et 71). En 1784, le vieux rempart Saint-Cyprien et les autres aménagements défensifs sont démolis à leur tour, depuis l'ancienne porte de Muret, au sud, jusqu'à l'ancienne porte de l'Isle, au nord, ne laissant debout que la section de rempart qui longe l'hôpital de La Grave. Un simple mur d'octroi est reconstruit en avant de l'ancien rempart. Joseph-Marie de Saget dessine également la nouvelle porte de Muret, ornée d'une grille en fer forgé du serrurier Joseph Bosc, faisant face une large place en forme de fer à cheval (actuelle place du Fer-à-Cheval). Enfin, deux larges allées perpendiculaires, bordées de quatre rangées d'ormes, sont tracées à l'emplacement des anciens fossés et qu'on désigne, simplement, comme le « ballouart » (baloard en occitan, « boulevard» en français : « promenade plantée d'arbres qui occupe l'espace où étaient d'anciens remparts »).
Le faubourg Saint-Cyprien reste cependant un des plus miséreux de la ville. En 1786, la maison de charité du faubourg, paroisse de l'église Saint-Nicolas, est ouverte dans une maison de la rue Réclusane, contre le mur d'octroi (actuel no 58).

### Époque contemporaine

#### AuXIXesiècle
L'urbanisation se poursuit le long du « ballouart », qui prend le nom d'allée des Guinguettes entre la place du Fer-à-Cheval et la place extérieure Saint-Cyprien (actuelle place François-Roguet), et d'allée de Garonne, depuis cette place jusqu'à la Garonne. Des maisons sont élevés des deux côtés des allées, pour la plupart de simples maisons qui logent une population en partie composée d'ouvriers et d'employés. En 1827, les abattoirs de la ville sont construits au nord de l'allée de Garonne, à proximité du fleuve, par l'architecte de la ville, Urbain Vitry. L'industrialisation se poursuit, avec l'implantation de l'usine de Jean Abadie, au bout des allées, alimentée par le canal de fuite du Château d'eau, qui passe sous la rue Réclusane, les allées de Garonne et l'avenue du Château-d'Eau. À partir du milieu du siècle, une foire aux chevaux se tient annuellement sur les allées, le 30 novembre. En 1878, elle devient si importante que le marché aux chevaux se tient tous les vendredis.
Pour les plus démunis, le travail d'assistance se poursuit autour de la maison de charité Saint-Nicolas, dont les bâtiments se sont étendus entre l'allée de Garonne, la rue du Dépôt-de-Mendicité (actuelle rue Jacques-Darre) et la rue Réclusane. C'est en 1829 qu'est fondée, entre les allées de Garonne (emplacement de l'actuel no 17) et la rue Sainte-Lucie (emplacement de l'actuel no 28), la plus ancienne clinique de Toulouse, la maison de santé du docteur Delaye, disciple de Jean-Étienne Esquirol et ami de Gérard Marchant, qui accueille des aliénés, soignés par les sœurs de Notre-Dame du Calvaire. La clinique est ensuite dirigée par le docteur Victor Parant. En 1855, l'industriel Hippolyte Olivier crée à son tour un établissement d'accueil de nuit dans sa propriété de la rue Varsovie, qui est ensuite déplacé près de l'hôpital de La Grave, rue Piquemil (anciens no 11-13). Les sœurs de la Charité de Saint-Vincent-de-Paul ont, elles aussi, ouvert une maison des pauvres dans le quartier Saint-Cyprien (emplacement de l'actuel no 89).
La municipalité se préoccupe aussi d'assistance et l'école primaire pour filles de Saint-Cyprien, dessinée par l'architecte de la ville, Justin Fitte et ouverte en 1873 à l'angle des allées (actuel no 16 quater) et de la rue des Feuillantines (actuel no 11 rue Marie-Magné), pour recevoir les filles du quartier. Elle est dirigée jusqu'en 1904 par Marie Magné, institutrice laïque et républicaine. C'est d'ailleurs dans ce quartier populaire que vit Charles de Fitte, républicain et socialiste ardent, un des premiers conseillers municipaux de la ville aux origines ouvrières.
En 1875, la crue de la Garonne provoque des destructions considérables. Presque toutes les maisons qui bordent les allées sont endommagées ou détruites par l'inondation. La grille de la porte Saint-Cyprien, démantelée par les flots, est démontée et fondue, tandis que la grille de la place du Fer-à-Cheval, est remise en état, mais n'est pas replacée à son emplacement d'origine. Progressivement, de nouvelles maisons sont construites le long des allées (actuels no 3 à 7, 61 à 67, 75, 77, 81, 83 et 95 ; no 6, 8, 20 à 24, 32 à 38 bis). L'école de Saint-Cyprien, qui avait été achevée deux ans plus tôt, est rénovée, puis agrandie en 1899.

#### Dans la première moitié duXXesiècle

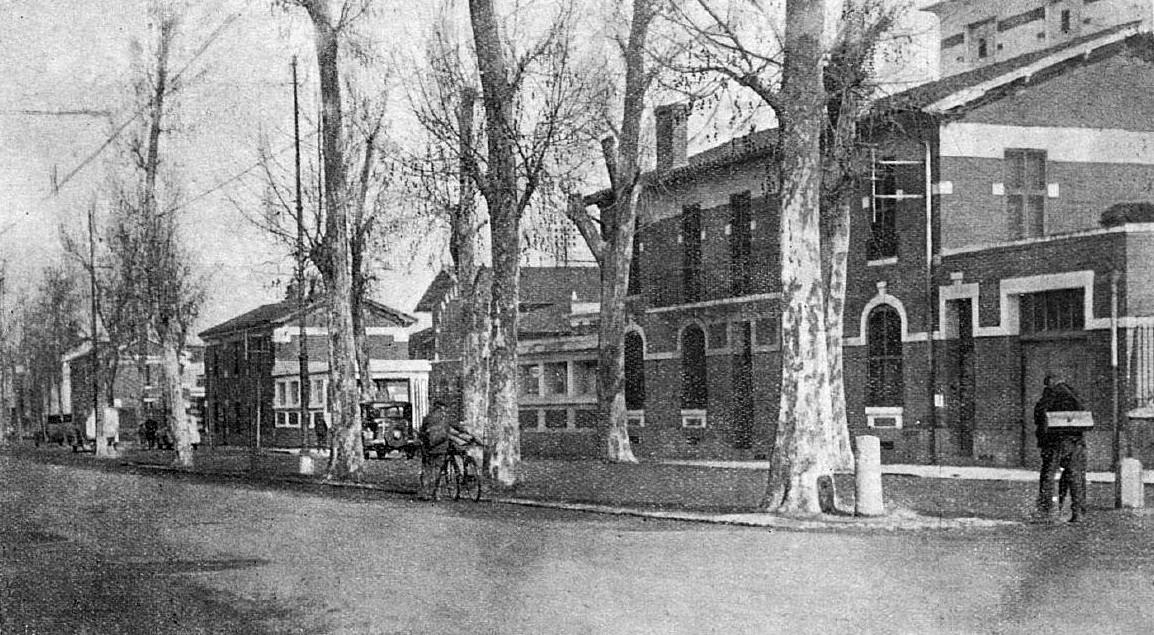
Les abattoirs de Toulouse en 1937, sur les allées Charles-de-Fitte.

Au tournant du siècle, la construction du pont des Catalans par l'ingénieur Paul Séjourné en 1908 favorise l'urbanisation de la partie nord des allées. Quelques maisons sont élevées par des architectes influencés par l'Art nouveau, tels Marius Pujol (actuel no 93) et Étienne Gogé (actuel no 89). Au sud des allées, le docteur Maynard ouvre en 1896, pour les patients les plus aisés, une maison de santé qui offre un cadre agréable, au sein d'un véritable jardin, la maison de santé du Parc entre les allées (emplacement de l'actuel no 18) et la rue Peyrolade (emplacement de l'actuel no 5), et presque en face, pour les clients moins fortunés, la maison de santé du Cours-Dillon (actuel no 2 rue Peyrolade).
La proximité des abattoirs indispose les habitants du quartier, mais les projets de déplacement et de reconstruction sont systématiquement abandonnés : en 1906, le vote d'une résolution par le conseil municipal en ce sens n'aboutit finalement pas. Entre 1928 et 1929, l'architecte de la ville, Jean Montariol, mène même des projets d'extension et de rénovation. Un matériel moderne – frigos Fixary, gonfleurs Bavox, installations Diemer – permet aux abattoirs de poursuivre leur travail jusqu'en 1978. Le quartier continue à vivre au rythme des travailleurs des abattoirs, qui fréquentent les cafés et les restaurants voisins, tel le restaurant des Abattoirs, ouvert en 1930 (ancien no 97) ou le café des Allées (ancien no 62). L'installation de l'usine d'orfèvrerie Félix Frères complète l'activité industrielle qui s'est développée sur les allées Charles-de-Fitte.
Dans l'entre-deux-guerres, les allées Charles-de-Fitte conservent un caractère populaire. La municipalité socialiste d'Étienne Billières mène une politique d'assistance aux plus démunis. Entre 1928 et 1931, Jean Montariol édifie un des premiers ensembles d'habitations à bon marché de la ville, les HBM Charles-de-Fitte, sur un terrain vague occupé jusque là par des gitans – et qui en ont été expulsés (actuels no 101-109). On compte également plusieurs cliniques : la clinique du Docteur Parant (emplacement de l'actuel no 17), la clinique Laënnec (emplacement de l'actuel no 23), la clinique Ambroise Paré (emplacement de l'actuel no 25) et la clinique Sarrus (actuel no 49). À partir de 1939, un nouveau Centre d'accueil de nuit et d'hébergement est ouvert sur les allées Charles-de-Fitte (ancien no 86).

#### Dans la deuxième moitié duXXesiècle

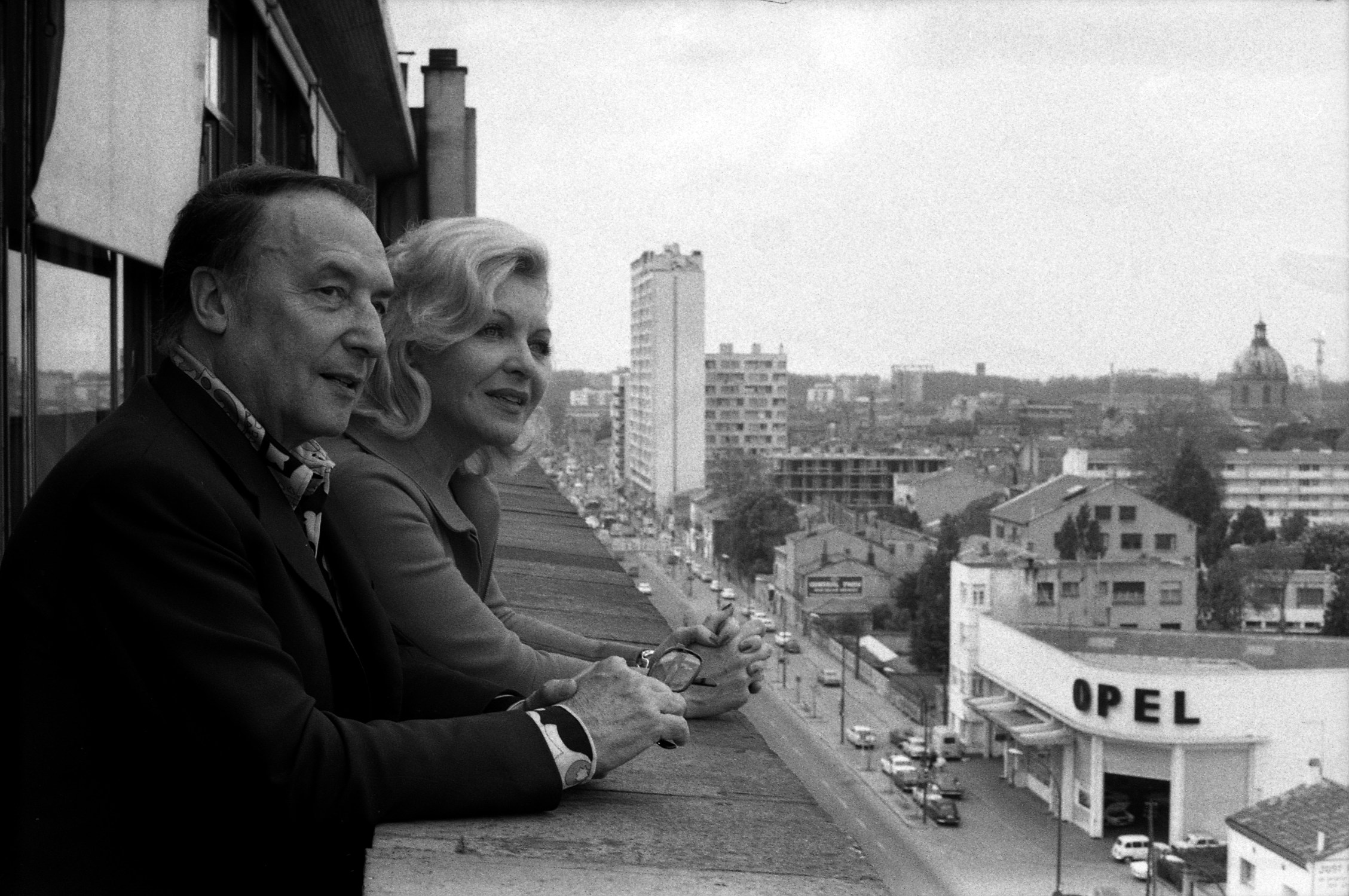
Loulou Gasté et Line Renaud face aux transformations des allées Charles-de-Fitte, par André Cros (1972, Archives municipales de Toulouse).

Après la Seconde Guerre mondiale, les allées Charles-de-Fitte se transforment. Les municipalités socialistes de Raymond Badiou et de Louis Bazerque ont de vastes projets de modernisation de la ville, qui passent d'abord par la construction de nouveaux équipements publics. L'architecte Paul de Noyers élève le nouveau central téléphonique des PTT en 1959 (actuel no 73 bis), Pierre Debeaux se voit confier la construction d'une caserne de pompiers en 1967 (actuel no 17) et, en 1978, les abattoirs de la ville sont fermés pour être réinstallés dans un nouveau bâtiment du quartier Barrière-de-Paris, face au Marché-Gare. La modernité s'incarne aussi dans l'espace donné à l'automobile dans la ville. En 1970, une trémie est aménagée sur les allées Charles-de-Fitte, au carrefour de la place François-Roguet : le mini-tunnel, « le premier de France » tel que le présente le maire Pierre Baudis permet de fluidifier le trafic entre le pont des Catalans et la place du Fer-à-Cheval.
Surtout, plusieurs immeubles de grande hauteur sont élevés le long des allées, qui deviennent un champ d'expérimentation pour les architectes toulousains. Parmi ces immeubles se distinguent particulièrement l'immeuble Deromedi, par Robert-Louis Valle en 1956 (19 étages, actuel no 44), l'immeuble (11 étages, actuel no 11-13), à l'architecture résolument moderne, ou encore la Résidence des Capitouls en 1975 (7 étages, actuel no 1), plus influencée par le néo-régionalisme.
La densification du quartier se poursuit, soit par la construction de nouveaux immeubles de grande hauteur, faisant disparaître des immeubles ou des maisons plus anciennes, ou par la surélévation d'immeubles bas. En 2016, le restaurant des Abattoirs, l'un des plus anciens de la ville, ferme ses portes. L'accueil des plus démunis se poursuit quant à lui au centre international d'accueil René Maheu, qui accueille en particulier des chibanis (actuel no 79).

## Patrimoine et lieux d'intérêt

### Porte et rempart Saint-Cyprien
- no  54-56 : porte Saint-Cyprien. 
L'ingénieur des États de Languedoc, Joseph-Marie de Saget, est chargé des travaux d'aménagement de nouvelle porte Saint-Cyprien, entre 1776 et 1789. Caractéristique de l'architecture néo-classique Louis XVI, elle participe d'un ensemble monumental, dans l'alignement du Pont-Neuf et de la rue de la République, et sépare les places intérieure et extérieure Saint-Cyprien. Elle est composée de deux pavillons en pierre, ornés de bossages, qui portent deux allégories sculptées de François Lucas, la Province du Languedoc et Toulouse. Ils sont reliés aux immeubles de la place par des arcades en brique. Entre les deux pavillons, le passage était fermé par une grille en fer forgé, réalisée entre 1785 et 1788 par le serrurier Claude Adrien dit Champagne. 
La grille, démantelée par la crue de la Garonne en 1875, est démontée puis fondue. En 1972, les statues de François Lucas sont déposées au musée des Augustins et remplacées par des copies. En 1992, les travaux de la ligne A du métro entraînent la démolition, puis la reconstruction, des deux corps de garde[32].

- anciens no  60 à 74 : rempart Saint-Cyprien.  Classé MH (1988)[33]. 
Une partie du rempart du faubourg Saint-Cyprien est conservée, entre la Garonne et la porte de l'Isle (emplacement au-devant de la rue Réclusane). L'enceinte du XIVe siècle fut abîmée à de nombreuses reprises par les crues de la Garonne. Vers 1430, un mur haut de 5,40 mètres est reconstruit. En 1513, la ville entreprend un grand chantier pour édifier des tours de défense le long des remparts quatre tours sont ici conservées : la tour de l'Isle, la tour de la Menuiserie, la tour du Matériel et la tour Taillefer.

### Musées
- no  58 : maison de charité Saint-Nicolas ; MATOU. 
La maison de charité Saint-Nicolas est aménagée à partir de 1786 dans plusieurs à l'emplacement de maisons de particuliers. En 1983, ce bâtiment est dévolu au Centre municipal de l'affiche, de la carte postale et de l'art graphique, qui devient le musée de l'Affiche de Toulouse (MATOU) en 2005. Les bâtiments ont été rénovés entre 2015 et 2017[34].

- no  76 : musée d'art contemporain - Les Abattoirs.  Inscrit MH (1990)[35],[36].

### Immeubles et maisons
- no  1 : résidence Les Comtes de Toulouse. 
La résidence Les Comtes de Toulouse est construite en 1975 par l'architecte Jacques Villemur, pour le compte de l'Auxiliaire Foncière[37]. L'immeuble, qui occupe une vaste parcelle entre la place du Fer-à-Cheval (actuel no 1), la rue Sainte-Lucie (actuel no 2) et les allées Charles-de-Fitte, s'élève sur 7 étages, ce qui en fait la construction la plus élevée de la place. Il est représentatif d'un style postmoderne qui se développe à partir de la deuxième moitié des années 1970 et qui reprend des éléments du vocabulaire néo-classique toulousain, particulièrement dans l'utilisation de la brique en parement et du béton enduit imitant la pierre. Les travées sont séparées par des bandes verticales de briques. Au rez-de-chaussée, les grandes ouvertures de boutiques ont des agrafes en béton. Au 1er, et du 3e au 6e étage, les fenêtres ont des balconnets, et au 2e étage des balcons plus larges en béton, tous dotés de garde-corps à motifs de cannes. Le dernier étage, en retrait, ménage une terrasse[38].

- no  17 : caserne de pompiers Jacques-Vion.  Patrimoine XXe siècle (2007). 
La caserne de pompiers est construite entre 1966 et 1972 par l'architecte Pierre Debeaux. Le programme se remarque par son ambition – il comprend un hall de stationnement pour les véhicules de secours, des bureaux administratifs, une salle d'honneur, un auditorium, des dortoirs, des logements de fonction, mais aussi un centre d'entraînement, un gymnase, une piscine et une fosse de plongée. Il est aussi l'occasion pour Pierre Debeaux d'expérimentations formelles sur l'utilisation technique et plastique du béton. La caserne prend le nom de Jacques Vion (1937-1970), sapeur-pompier toulousain, mort des suites de ses blessures à la suite d'un feu de forêt à La Garde-Freinet. 
L'édifice, de style moderne, se compose de plusieurs corps de bâtiment autour de deux cours. Le hall de stationnement est couvert d'une spectaculaire toiture en béton de 30 mètres de long. Sa structure, en voiles minces à double courbure, repose sur les quatre piliers d'angle. Elle se distingue particulièrement par le caractère novateur de la flexion des voiles de béton. Les autres bâtiments de la caserne abritent l'administration, les logements, un amphithéâtre, un gymnase, une piscine, une tour de séchage, une tour de plongée, une station service et des ateliers[39],[40].

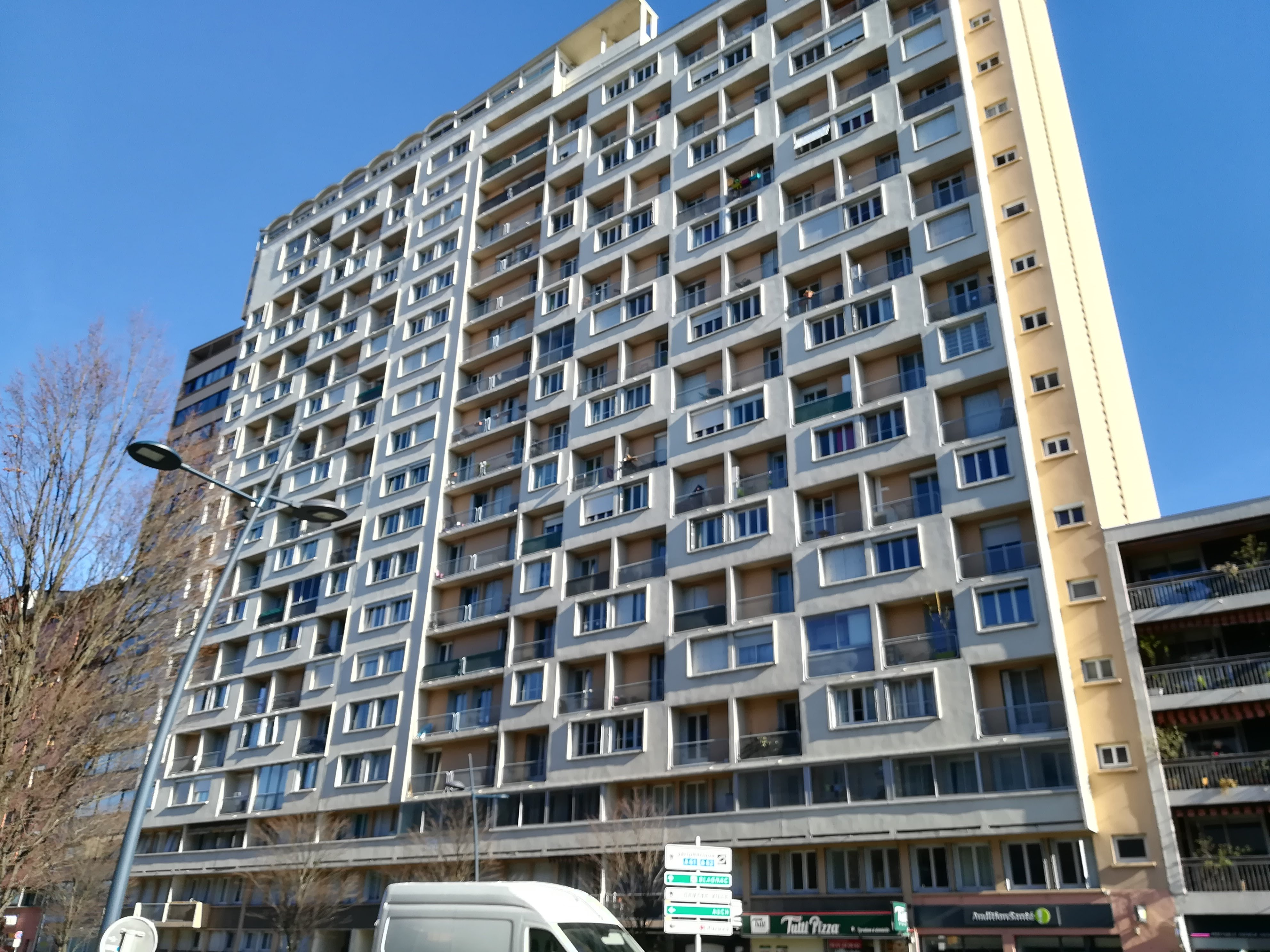
no 44 : immeuble Deromedi.

- no  44 : immeuble Deromedi. 
L'immeuble, haut de 19 étages, est construit en 1956 par l'architecte Robert-Louis Valle. L'ossature est en béton banché. Le rez-de-chaussée, est décoré d'un plaquage en pierre. La façade est animée par l'alternance des fenêtres et des loggias, dotées de garde-corps. Au dernier étage, le séchoir collectif a été remplacé par des appartements[41].

- no  63 : immeuble. 
L'immeuble, construit dans la première moitié du XIXe siècle, est un exemple des constructions néo-classiques de la ville. Le rez-de-chaussée est traité en bossage. La porte centrale, voûtée en plein cintre, était encadrée de fenêtres rectangulaires. À gauche, elles ont été transformées en une grande ouverture de boutique rectangulaire, autrefois ornées de deux têtes de chevaux. À droite, une des fenêtres a été transformée en porte. Au 1er étage, les fenêtres sont rectangulaires et dotées de garde-corps en fonte pour les travées latérales. Pour la travée centrale, la fenêtre est en plein cintre et surtout mise en valeur par un balconnet soutenu par des consoles et doté de son garde-corps. Les travées sont séparées par des pilastres aux chapiteaux ioniques en terre cuite, qui supportent un entablement et une corniche moulurée, surmontée d'un attique orné de frises en terre cuite[42].

- no  65 : maison. 
La maison, construite dans la deuxième moitié du XIXe siècle, est un exemple de l'architecture néo-classique toulousaine. Au rez-de-chaussée, les trois ouvertures rectangulaires sont rythmées par les pilastres à chapiteaux doriques. Le 1er étage, mis en valeur par un balcon continu et son garde-corps en fonte, concentre un abondant décor. Les deux fenêtres latérales encadrent une niche, dans laquelle est placée une statue de Minerve. Elles sont séparées aux extrémités par des pilastres, et au centre par des colonnes à chapiteaux composites. Les deux colonnes centrales supportent un fronton curviligne, qui prend place au niveau de l'étage d'attique, où il interrompt un imposant garde-corps à balustres en pierre surmonté de quatre vases[43].

- no  73 bis : central téléphonique des PTT. 
Le central téléphonique des PTT est construit en 1959 par l'architecte Paul de Noyers[44].

- no  101-109 : HBM Charles-de-Fitte. 
L'immeuble, de style Art déco, construit sur les plans de l'architecte de la ville Jean Montariol entre 1928 et 1931, est typique de la politique de construction d'habitations à bon marché de l'Entre-deux-guerres. Il se compose de 56 logements, tandis que des commerces sont présents au rez-de-chaussée et un lavoir dans la cour intérieure. Il présente sur les allées Charles-de-Fitte sa façade principale en deux pans de douze et neuf travées, séparés par un angle coupé de quatre travées. Elle est rythmée par l'alternance des travées couvertes de briques de parement et des travées en béton, lisses et blanches, en légère saillie aux étages. Toutes les fenêtres sont dotées de garde-corps aux motifs géométriques simples. Au 2e étage, elles sont plus hautes et possèdent un balcon[45],[46].

### Jardin Raymond-VI
Le jardin Raymond-VI est aménagé en 1998, à l'emplacement de plusieurs maisons et d'une partie des anciens abattoirs. Il occupe un vaste quadrilatère, limité au sud par le rempart Saint-Cyprien et l'hôpital de La Grave, à l'est par la digue de la Garonne et au nord par les espaces du musée d'art contemporain Les Abattoirs (actuel no 76). On y trouve un jardin botanique, ainsi que des jeux pour les enfants. Depuis la digue, qui offre un point de vue sur la rive droite, une passerelle surplombe le fleuve et la chaussée du Bazacle pour rejoindre le quai de l'Exil-Républicain-Espagnol et le port Viguerie.